# Elecciones estatales de Chihuahua de 2007
Las elecciones estatales de Chihuahua de 2007 se llevaron a cabo el domingo 1 de julio de 2007, y en ellas se renovaron los siguientes cargos de elección popular:
- 33 diputados del Congreso del Estado. 22 electos por mayoría relativa en cada uno de los Distrito Electorales y 11 electos por el principio de representación proporcional mediante un sistema de lista.
- 67 ayuntamientos. Compuestos por un presidente municipal y regidores, electos para un periodo de tres años no reelegibles para el periodo inmediato.
- 67 síndicos. Encargados de la fiscalización de los Ayuntamientos.

## Resultados electorales

Distribución de los ayuntamientos de Chihuahua por partido político:
Partido Acción Nacional
Partido Revolucionario Institucional
Partido de la Revolución Democrática
Partido Verde Ecologista de México

### Ayuntamientos
|  | 41.72 % |

|  | 48.92 % |

|  | 3.55 % |

|  | 1.60 % |

|  | 1.43 % |

|  | 0.25 % |

|  | 0.08 % |

|  | 97.55 % |

|  | 2.45 % |

|  | 37.52 % |

Alcaldes electos por municipio
| Municipio               | Candidato                           | Partido | Municipio                | Candidato                           | Partido |
| ----------------------- | ----------------------------------- | ------- | ------------------------ | ----------------------------------- | ------- |
| Ahumada                 | Fidel Chávez Molina                 |         | Janos                    | Leonel Molina García                |         |
| Aldama                  | Miguel Rubio Castillo               |         | Jiménez                  | Jesús Manuel Vázquez Medina         |         |
| Allende                 | Mauro Pablo Vázquez Ramírez         |         | Juárez                   | José Reyes Ferriz                   |         |
| Aquiles Serdán          | Roberto Ramírez López               |         | Julimes                  | José María Aguirre Moncayo          |         |
| Ascensión               | Rafael Lorenzo Camarillo Rentería   |         | López                    | Oscar Heriberto Caballero Maldonado |         |
| Bachíniva               | Félix Altamirano Morales            |         | Madera                   | Reyes González Ramos                |         |
| Balleza                 | Silvia Moreno Leal                  |         | Maguarichi               | José Esther Parra Portillo          |         |
| Batopilas               | Emilio Bustillos Manjarréz          |         | Manuel Benavides         | Benjamín Ortiz Ahumada              |         |
| Bocoyna                 | Ernesto Estrada González            |         | Matachí                  | Sergio Quezada Antillón             |         |
| Buenaventura            | Erasmo Vega Vega                    |         | Matamoros                | Martín Primero Mares                |         |
| Camargo                 | Genaro Solís González               |         | Meoqui                   | Jesús Villareal Macías              |         |
| Carichí                 | Baldimiro Vázquez Bernal            |         | Morelos                  | Sergio Ibáñez Portillo              |         |
| Casas Grandes           | Dagoberto Quintana Cano             |         | Moris                    | Elizaldo Castillo Palma             |         |
| Coronado                | Hermes Servando Quintana de la Cruz |         | Namiquipa                | Héctor Meixueiro Muñoz              |         |
| Coyame del Sotol        | Octavio Garfio Olivas               |         | Nonoava                  | Ramiro Ochoa Ochoa                  |         |
| La Cruz                 | Servando Soto Rivera                |         | Nuevo Casas Grandes      | Jesús Manuel Pendones Fernández     |         |
| Cuauhtémoc              | Germán Hernández Arzaga             |         | Ocampo                   | Francisco Ponce de León Montoya     |         |
| Cusihuiriachi           | José Dolores Andazola Hernández     |         | Ojinaga                  | César Carrasco Baeza                |         |
| Chihuahua               | Carlos Borruel Baquera              |         | Práxedis G. Guerrero     | Manuel Fernández Herrera            |         |
| Chínipas                | Luis Manuel Schultz Trasviña        |         | Riva Palacio             | Jesús Héctor Chacón Robles          |         |
| Delicias                | Jesus Heberto Villalobos Maynez     |         | Rosales                  | Jesús López Carrillo                |         |
| Dr. Belisario Domínguez | Arturo Loya Trevizo                 |         | Rosario                  | José Alfredo Prieto Chávez          |         |
| Galeana                 | Vern Ariel Ray Angel                |         | San Francisco de Borja   | Anselmo Parra Chávez                |         |
| General Trías           | Jesús Raymundo Sandoval Chavira     |         | San Francisco de Conchos | Francisco Armando Hidalgo Aguilar   |         |
| Gómez Farías            | Benjamín Sosa Ortíz                 |         | San Francisco del Oro    | Ricardo Rendón C.                   |         |
| Gran Morelos            | Pedro Efrén Montes Pérez            |         | Santa Bárbara            | Francisco Javier Alvídrez Rodríguez |         |
| Guachochi               | Martín W. Solís Reyes               |         | Satevó                   | Mario Álvarez Tarango               |         |
| Guadalupe               | Jesús Manuel Lara Rodríguez         |         | Saucillo                 | Alejandro Guerrero Muñoz            |         |
| Guadalupe y Calvo       | Ramón Mendívil Sotelo               |         | Temósachi                | José Luis García Castillo           |         |
| ̣Guazapares              | Jesús Salvador Ochoa Palma          |         | El Tule                  | Héctor Manuel Moreno Loera          |         |
| Guerrero                | José Gabriel Benjamín Almeyda Ochoa |         | Urique                   | Omar Loya González                  |         |
| Hidalgo del Parral      | Óscar González Luna                 |         | Uruachi                  | Rafael Cano Chaparro                |         |
| Huejotitán              | Soledad Gutiérrez Muñiz             |         | Valle de Zaragoza        | Isaías Portillo Parras              |         |
| Ignacio Zaragoza        | Benjamín García Ruiz                |         |                          |                                     |         |

#### Ayuntamiento de Chihuahua
|  | 47.64 % |

|  | 47.48 % |

|  | 1.01 % |

|  | 1.20 % |

|  | 0.89 % |

|  | 0.13 % |

|  | 0.02 % |

|  | 98.38 % |

|  | 1.62 % |

|  | 42.53 % |

|  | 57.47 % |

#### Ayuntamiento de Juárez
|  | 39.35 % |

|  | 53.77 % |

|  | 1.38 % |

|  | 1.95 % |

|  | 1.00 % |

|  | 0.35 % |

|  | 0.20 % |

|  | 98.01 % |

|  | 1.99 % |

|  | 27.89 % |

|  | 72.11 % |

### Sindicaturas

Distribución de las sindicaturas de Chihuahua por partido político:
Partido Acción Nacional
Partido Revolucionario Institucional
Partido de la Revolución Democrática
Partido Verde Ecologista de México

|  | 41.82 % |

|  | 44.79 % |

|  | 6.57 % |

|  | 1.94 % |

|  | 1.78 % |

|  | 0.34 % |

|  | 0.07 % |

|  | 97.29 % |

|  | 2.71 % |

|  | 37.32 % |

### Congreso del Estado de Chihuahua

Distribución de los distritos de Chihuahua por partido político:
Partido Acción Nacional
Partido Revolucionario Institucional

|  | 41.25 % |

|  | 46.22 % |

|  | 4.42 % |

|  | 1.96 % |

|  | 2.27 % |

|  | 1.19 % |

|  | 2.70 % |

|  | 100 % |